# Sandy Bridge
Cet article concerne la microarchitecture Sandy Bridge d'Intel au sens large. Pour les processeurs de la famille homonyme, voir plus précisément la section « Famille Sandy Bridge » plus bas. Pour les autres significations, voir Bridge (homonymie).
Nehalem Haswell

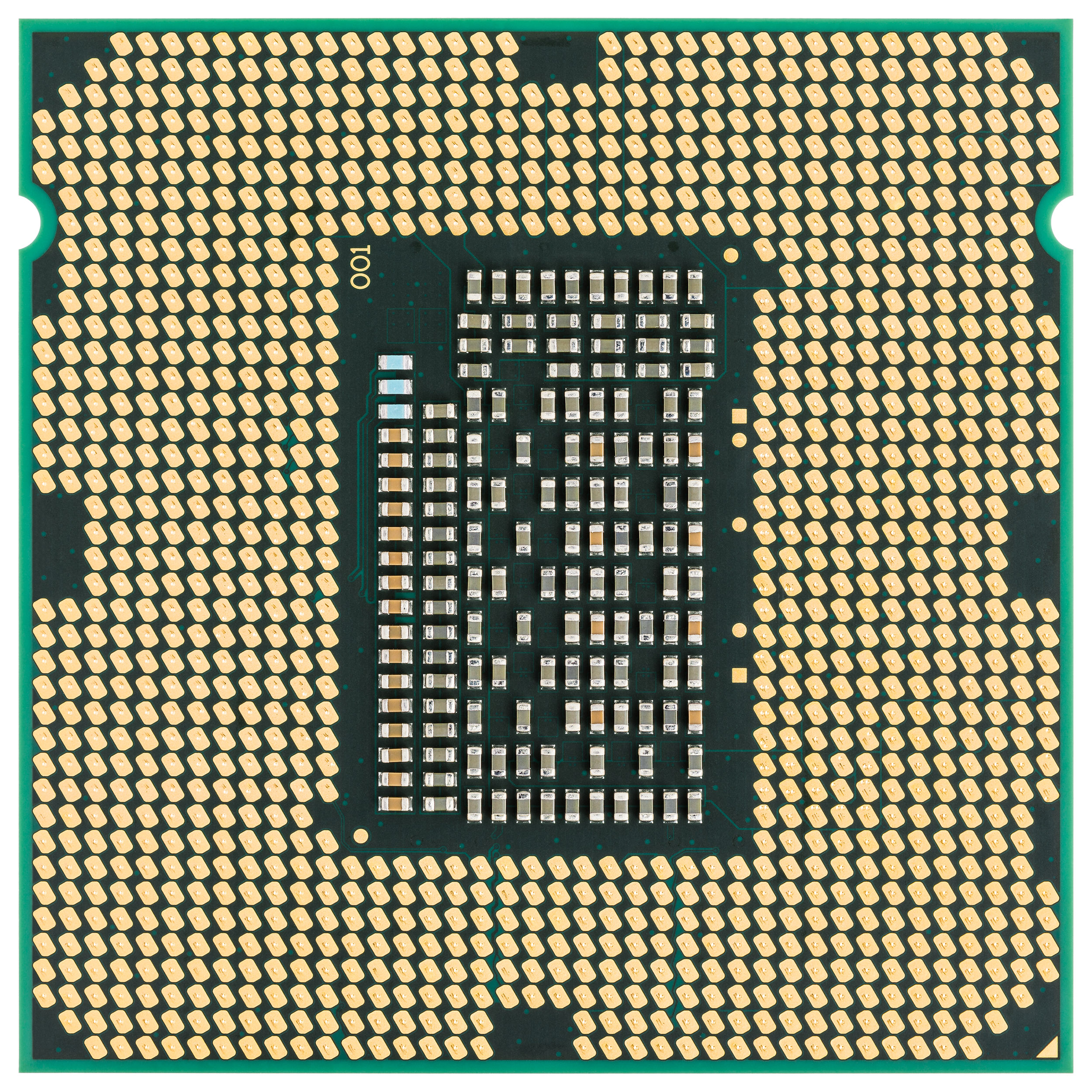
Vue du dessous du même processeur

Sandy Bridge est la microarchitecture de processeurs x86 d’Intel qui succède à Nehalem. Elle se décline en deux familles de processeurs ci-après détaillées : Sandy Bridge et Ivy Bridge.
Les processeurs utilisant cette architecture sont gravés en 32 nm ou en 22 nm, et sont commercialisés depuis janvier 2011. Malgré la finesse accrue, le procédé de gravure reste le même que pour tous les microprocesseurs Intel depuis Penryn (utilisation d'oxyde d'hafnium comme isolant au sein des transistors des processeurs). À noter qu'un nouveau type de transistor supposé plus efficace est utilisé pour les processeurs de la famille Ivy Bridge (lire ci-après).
De nouvelles fonctions d'opérations vectorielles Advanced Vector Extensions, ou AVX, sont présentes afin d'améliorer et remplacer les Streaming SIMD Extensions (cette version travaille sur les nombres à virgule flottante tandis que AVX2, prévue pour la microarchitecture suivante (Haswell) travaillera sur les nombres entiers).
La technologie Intel Quick Sync Video (en), consistant à accélérer le décodage/encodage vidéo à l'aide d'un circuit dédié, fait son apparition sur certains processeurs Sandy Bridge. Les formats H.264/MPEG-4 AVC, VC-1 et MPEG-2 sont pris en charge.
Enfin deux technologies intégrées sur certains modèles font polémique :
- Anti-Theft 3.0 permet de désactiver l'ordinateur à distance même si l'OS est réinstallé et l'ordinateur est éteint, via une connexion Ethernet, Wi-Fi ou même 3G. En revanche, le contenu du disque dur est préservé, l'ordinateur pourra être débloqué et les données resteront intactes. vPro quant à lui permet de gérer le disque dur indépendamment du système d'exploitation, et possiblement d'effacer les données d'un disque dur à distance[1],[2].
- Insider, un système de protection de contenu (dans la lignée de HDCP également élaboré par Intel) qui pourra être requis pour visionner des films haute définition (1080p) en streaming[3].

Sans oublier que certains modèles profiteront de la technologie Trusted Execution Technology (TXT) déjà intégrée dans des processeurs plus anciens.

## Microarchitecture
La microarchitecture Sandy Bridge est essentiellement une évolution de l'architecture précédente, Nehalem. Parmi les points notables :
- Le circuit de décodage des instructions peut placer ses résultats dans une mémoire cache de niveau 1 d'environ 6 ko[4],[5].
- Augmentation de la taille de certains registres et mémoires tampons[6].
- Sandy Bridge est incompatible avec les plateformes précédentes. Les processeurs pour ordinateur de bureau utilisent le socket LGA 1155, identique en taille au socket LGA 1156.
- Contrairement aux Arrandale et Clarkdale, il est composé d’un circuit intégré unique, qui comprend le contrôleur mémoire et un processeur graphique : de sixième génération pour les processeurs de la famille Sandy Bridge (HD Graphics 2000 et 3000), de septième génération pour ceux de la famille Ivy Bridge (HD Graphics 2500 et 4000)[7],[8].

### Prise en charge du jeu d'instructions AVX
- Linux : version 2.6.30 ou supérieure
- Apple OS X : mise à jour 10.6.8 pour Snow Leopard, ou supérieure
- Windows : Windows 7 SP1 et Windows Server 2008 R2 SP1.

### Prise en charge de la technologie Quick Sync Video
La technologie Quick Sync Video est supportée sous Windows.
Sous Linux elle est utilisée via la Video Acceleration API.

## Famille Sandy Bridge
Sandy Bridge est la famille de microprocesseurs qui succède à Westmere. Les processeurs de cette famille utilisent l'architecture Sandy Bridge, sont gravés en 32 nm, et sont commercialisés depuis le 6 janvier 2011. Avec leur plateforme 2011 (chipset Cougar Point), ils gèrent nativement le SATA 2.0 ou 3.0, le PCI-Express 2.0, l'USB 2.0, la DDR3 1333 MHz et l'affichage sur deux écrans.

### Modèles et steppings
Tous les processeurs Sandy Bridge avec un, deux ou quatre coeurs retournent le même modèle CPUID 0206A7h et sont étroitement apparentés. Le numéro de stepping ne peut pas être déduit du CPUID mais uniquement extrait depuis l'espace de configuration du PCI. Les processeurs plus récents Sandy Bridge-E ayant jusqu'à huit coeurs et pas de GPU intégré utilisent les CPUID 0206D6h et 0206D7h. Les CPU Sandy Bridge sont fabriqués selon cinq configurations différentes en fonction du nombre de coeurs, de la taille du cache L3 et du nombre d'unités d'exécution du GPU :
| Nom de code de la puce | CPUID   | Stepping | Coeurs | Nb. d'UE du GPU | Cache L3 (Mo) | Socket(s)                               |
| ---------------------- | ------- | -------- | ------ | --------------- | ------------- | --------------------------------------- |
| Sandy Bridge-HE-4      | 0206A7h | D2       | 04     | 012             | 08            | LGA 1155, Socket G2, BGA-1023, BGA-1224 |
| Sandy Bridge-H-2       | 0206A7h | J1       | 02     | 012             | 04            | LGA 1155, Socket G2, BGA-1023           |
| Sandy Bridge-M-2       | 0206A7h | Q0       | 02     | 006             | 03            | LGA 1155, Socket G2, BGA-1023           |
| Sandy Bridge-EP-8      | 0206D6h | C1       | 08     | aucun           | 20            | LGA 2011                                |
| Sandy Bridge-EP-8      | 0206D7h | C2       | 08     | aucun           | 20            | LGA 2011                                |
| Sandy Bridge-EP-4      | 0206D6h | M0       | 04     | aucun           | 10            | LGA 2011                                |
| Sandy Bridge-EP-4      | 0206D7h | M1       | 04     | aucun           | 10            | LGA 2011                                |

### Liste des modèles de processeurs
NB : les IGP marqués d'une étoile (*) sont des modèles HD Graphics, les IGP marqués de deux étoiles (**) sont des modèles HD 2000, les IGP marqués de trois étoiles (***) sont des modèles HD 3000.

#### Pour ordinateurs de bureau
| Modèle                 | Cœurs (threads) | Fréquence | Fréquence | Fréquence             | Cache      | Cache       | Cache   | Mult. | Tension        | Révision (Sspec)      | TDP   | bus                                        | Socket   | Référence                      | Commercialisation | Commercialisation | Commercialisation |
| Modèle                 | Cœurs (threads) | Cœurs     | Turbo     | IGP                   | L1         | L2          | L3      | Mult. | Tension        | Révision (Sspec)      | TDP   | bus                                        | Socket   | Référence                      | Début             | Fin               |                   |
| ---------------------- | --------------- | --------- | --------- | --------------------- | ---------- | ----------- | ------- | ----- | -------------- | --------------------- | ----- | ------------------------------------------ | -------- | ------------------------------ | ----------------- | ----------------- | ----------------- |
| Celeron                |                 |           |           |                       |            |             |         |       |                |                       |       |                                            |          |                                |                   |                   |                   |
| G530T                  | 2 (2)           | 2,0 GHz   | -         | 650 MHz (1 GHz)*      | 2 × 64 Kio | 2 × 256 Kio | 2 Mio   | ×20   |                | Q0 (SR05K)            | 35 W  | 2×DDR3 + DMI + FDI + 16×PCIe 2.0           | LGA 1155 | CM8062301046904                | T3 2011           | 23 août 2013      |                   |
| G540T                  | 2 (2)           | 2,1 GHz   | -         | 650 MHz (1 GHz)*      | 2 × 64 Kio | 2 × 256 Kio | 2 Mio   | ×21   |                | Q0 (SR05L)            | 35 W  | 2×DDR3 + DMI + FDI + 16×PCIe 2.0           | LGA 1155 | CM8062301047004                | T2 2012           | 23 août 2013      |                   |
| G550T                  | 2 (2)           | 2,2 GHz   | -         | 650 MHz (1 GHz)       | 2 × 64 Kio | 2 × 256 Kio | 2 Mio   | ×22   |                | Q0 (SR05V)            | 35 W  | 2×DDR3 + DMI + FDI + 16×PCIe 2.0           | LGA 1155 | CM8062301002309                | T3 2012           | 23 août 2013      |                   |
| G440                   | 1 (1)           | 1,6 GHz   | -         | 650 MHz (1 GHz)*      | 64 Kio     | 256 Kio     | 1 Mio   | ×16   |                | Q0 (SR0BY)            | 35 W  | 2×DDR3 + DMI + FDI + 16×PCIe 2.0           | LGA 1155 | CM8062301088501 BX80623G440    | T3 2011           | T3 2012           |                   |
| G460                   | 1 (2)           | 1,8 GHz   | -         | 650 MHz (1 GHz)*      | 64 Kio     | 256 Kio     | 1,5 Mio | ×18   |                | Q0 (SR0GR)            | 35 W  | 2×DDR3 + DMI + FDI + 16×PCIe 2.0           | LGA 1155 | CM8062301088702 BX80623G460    | T4 2011           | 23 août 2013      |                   |
| G465                   | 1 (2)           | 1,9 GHz   | -         | 650 MHz (1 GHz)*      | 64 Kio     | 256 Kio     | 1,5 Mio | ×19   |                | Q0 (SR0S8)            | 35 W  | 2×DDR3 + DMI + FDI + 16×PCIe 2.0           | LGA 1155 | CM8062301264500 BX80623G465    | T3 2012           | 23 août 2013      |                   |
| G530                   | 2 (2)           | 2,4 GHz   | -         | 850 MHz (1 GHz)*      | 2 × 64 Kio | 2 × 256 Kio | 2 Mio   | ×24   |                | Q0 (SR05H)            | 65 W  | 2×DDR3 + DMI + FDI + 16×PCIe 2.0           | LGA 1155 | CM8062301046704 BX80623G530    | T3 2011           | 23 août 2013      |                   |
| G540                   | 2 (2)           | 2,5 GHz   | -         | 850 MHz (1 GHz)*      | 2 × 64 Kio | 2 × 256 Kio | 2 Mio   | ×25   |                | Q0 (SR05J)            | 65 W  | 2×DDR3 + DMI + FDI + 16×PCIe 2.0           | LGA 1155 | CM8062301046804 BX80623G540    | T3 2011           | T3 2013           |                   |
| G550                   | 2 (2)           | 2,6 GHz   | -         | 850 MHz (1 GHz)*      | 2 × 64 Kio | 2 × 256 Kio | 2 Mio   | ×26   |                | Q0 (SR061)            | 65 W  | 2×DDR3 + DMI + FDI + 16×PCIe 2.0           | LGA 1155 | CM8062307261218 BXC0623G550    | T2 2012           | 23 août 2013      |                   |
| G555                   | 2 (2)           | 2,7 GHz   | -         | 850 MHz (1 GHz)*      | 2 × 64 Kio | 2 × 256 Kio | 2 Mio   | ×27   |                | Q0 (SR0RZ)            | 65 W  | 2×DDR3 + DMI + FDI + 16×PCIe 2.0           | LGA 1155 | CM8062301263601 BX80623G555    | T3 2012           | 23 août 2013      |                   |
| Pentium                |                 |           |           |                       |            |             |         |       |                |                       |       |                                            |          |                                |                   |                   |                   |
| G620T                  | 2 (2)           | 2,2 GHz   | -         | 650 MHz (1,1 GHz)*    | 2 × 64 Kio | 2 × 256 Kio | 3 Mio   | ×22   |                | Q0 (SR05T)            | 35 W  | 2×DDR3 + DMI + FDI + 16×PCIe 2.0           | LGA 1155 | CM8062301046504 BX80623G620T   | T2 2011           | T2 2012           |                   |
| G630T                  | 2 (2)           | 2,3 GHz   | -         | 650 MHz (1,1 GHz)*    | 2 × 64 Kio | 2 × 256 Kio | 3 Mio   | ×23   |                | Q0 (SR05U)            | 35 W  | 2×DDR3 + DMI + FDI + 16×PCIe 2.0           | LGA 1155 | CM8062301046604 BX80623G630T   | T3 2011           | 23 août 2013      |                   |
| G640T                  | 2 (2)           | 2,4 GHz   | -         | 650 MHz (1,1 GHz)*    | 2 × 64 Kio | 2 × 256 Kio | 3 Mio   | ×24   |                | Q0 (SR066)            | 35 W  | 2×DDR3 + DMI + FDI + 16×PCIe 2.0           | LGA 1155 | CM8062301002204 BX80623G640T   | T2 2012           | 23 août 2013      |                   |
| G645T                  | 2 (2)           | 2,5 GHz   | -         | 650 MHz (1,1 GHz)*    | 2 × 64 Kio | 2 × 256 Kio | 3 Mio   | ×25   |                | Q0 (SR0S0)            | 35 W  | 2×DDR3 + DMI + FDI + 16×PCIe 2.0           | LGA 1155 | CM8062301263701                | T3 2012           | 23 août 2013      |                   |
| G860T                  | 2 (2)           | 2,6 GHz   | -         | 650 MHz (1,1 GHz)*    | 2 × 64 Kio | 2 × 256 Kio | 3 Mio   | ×26   |                | Q0 (SR0MF)            | 35 W  | 2×DDR3 + DMI + FDI + 16×PCIe 2.0           | LGA 1155 | CM8062301198300                | T2 2012           | 23 août 2013      |                   |
| G620                   | 2 (2)           | 2,6 GHz   | -         | 850 MHz (1,1 GHz)*    | 2 × 64 Kio | 2 × 256 Kio | 3 Mio   | ×26   |                | Q0 (SR05R)            | 65 W  | 2×DDR3 + DMI + FDI + 16×PCIe 2.0           | LGA 1155 | CM8062301046304 BX80623G620    | T2 2011           | 23 août 2013      |                   |
| G622                   | 2 (2)           | 2,6 GHz   | -         | 850 MHz (1,1 GHz)*    | 2 × 64 Kio | 2 × 256 Kio | 3 Mio   | ×26   |                |                       | 65 W  | 2×DDR3 + DMI + FDI + 16×PCIe 2.0           | LGA 1155 |                                | T2 2011           | 23 août 2013      |                   |
| G630                   | 2 (2)           | 2,7 GHz   | -         | 850 MHz (1,1 GHz)*    | 2 × 64 Kio | 2 × 256 Kio | 3 Mio   | ×27   |                | Q0 (SR05S)            | 65 W  | 2×DDR3 + DMI + FDI + 16×PCIe 2.0           | LGA 1155 | CM8062301046404 BX80623G630    | T3 2011           | 23 août 2013      |                   |
| G632                   | 2 (2)           | 2,7 GHz   | -         | 850 MHz (1,1 GHz)*    | 2 × 64 Kio | 2 × 256 Kio | 3 Mio   | ×27   |                |                       | 65 W  | 2×DDR3 + DMI + FDI + 16×PCIe 2.0           | LGA 1155 |                                | T3 2011           |                   |                   |
| G640                   | 2 (2)           | 2,8 GHz   | -         | 850 MHz (1,1 GHz)*    | 2 × 64 Kio | 2 × 256 Kio | 3 Mio   | ×28   |                | Q0 (SR059)            | 65 W  | 2×DDR3 + DMI + FDI + 16×PCIe 2.0           | LGA 1155 | CM8062307260314                | T2 2012           | 23 août 2013      |                   |
| G645                   | 2 (2)           | 2,9 GHz   | -         | 850 MHz (1,1 GHz)*    | 2 × 64 Kio | 2 × 256 Kio | 3 Mio   | ×29   |                | Q0 (SR0RS)            | 65 W  | 2×DDR3 + DMI + FDI + 16×PCIe 2.0           | LGA 1155 | CM8062301262601 BX80623G645    | T3 2012           | 23 août 2013      |                   |
| G840                   | 2 (2)           | 2,8 GHz   | -         | 850 MHz (1,1 GHz)*    | 2 × 64 Kio | 2 × 256 Kio | 3 Mio   | ×28   |                | Q0 (SR05P)            | 65 W  | 2×DDR3 + DMI + FDI + 16×PCIe 2.0           | LGA 1155 | CM8062301046104 BX80623G840    | T2 2011           | T2 2012           |                   |
| G850                   | 2 (2)           | 2,9 GHz   | -         | 850 MHz (1,1 GHz)*    | 2 × 64 Kio | 2 × 256 Kio | 3 Mio   | ×29   |                | Q0 (SR05Q)            | 65 W  | 2×DDR3 + DMI + FDI + 16×PCIe 2.0           | LGA 1155 | CM8062301046204 BX80623G850    | T2 2011           | 23 août 2013      |                   |
| G860                   | 2 (2)           | 3,0 GHz   | -         | 850 MHz (1,1 GHz)*    | 2 × 64 Kio | 2 × 256 Kio | 3 Mio   | ×30   |                | Q0 (SR058)            | 65 W  | 2×DDR3 + DMI + FDI + 16×PCIe 2.0           | LGA 1155 | CM8062307260237 BX80623G860    | T3 2011           | 23 août 2013      |                   |
| G870                   | 2 (2)           | 3,1 GHz   | -         | 850 MHz (1,1 GHz)*    | 2 × 64 Kio | 2 × 256 Kio | 3 Mio   | ×31   |                | Q0 (SR057)            | 65 W  | 2×DDR3 + DMI + FDI + 16×PCIe 2.0           | LGA 1155 | CM8062307260115                | T2 2012           | 23 août 2013      |                   |
| Core i3                |                 |           |           |                       |            |             |         |       |                |                       |       |                                            |          |                                |                   |                   |                   |
| 2100T                  | 2 (4)           | 2,5 GHz   | -         | 650 MHz (1,1 GHz)**   | 2 × 64 Kio | 2 × 256 Kio | 3 Mio   | ×25   |                | Q0 (SR05Z)            | 35 W  | 2×DDR3 + DMI + FDI + 16×PCIe 2.0           | LGA 1155 | CM8062301045908 BX80623I32100T | T1 2011           |                   |                   |
| 2120T                  | 2 (4)           | 2,6 GHz   | -         | 650 MHz (1,1 GHz)**   | 2 × 64 Kio | 2 × 256 Kio | 3 Mio   | ×26   |                | Q0 (SR060)            | 35 W  | 2×DDR3 + DMI + FDI + 16×PCIe 2.0           | LGA 1155 | CM8062301046008 BX80623I32120T | septembre 2011    | 23 août 2013      |                   |
| 2100                   | 2 (4)           | 3,1 GHz   | -         | 850 MHz (1,1 GHz)**   | 2 × 64 Kio | 2 × 256 Kio | 3 Mio   | ×31   |                | Q0 (SR05C)            | 65 W  | 2×DDR3 + DMI + FDI + 16×PCIe 2.0           | LGA 1155 | CM8062301061600 BX80623I32100  | 20 février 2011   | 23 août 2013      |                   |
| 2102                   | 2 (4)           | 3,1 GHz   | -         | 850 MHz (1,1 GHz)**   | 2 × 64 Kio | 2 × 256 Kio | 3 Mio   | ×31   |                | Q0 (SR05D)            | 65 W  | 2×DDR3 + DMI + FDI + 16×PCIe 2.0           | LGA 1155 | CM8062301061700 BX80623I32102  | T2 2011           | 23 août 2013      |                   |
| 2105                   | 2 (4)           | 3,1 GHz   | -         | 850 MHz (1,1 GHz)***  | 2 × 64 Kio | 2 × 256 Kio | 3 Mio   | ×31   |                | J1 (SR0BA)            | 65 W  | 2×DDR3 + DMI + FDI + 16×PCIe 2.0           | LGA 1155 | CM8062301090600 BX80623I32105  | mai 2011          |                   |                   |
| 2120                   | 2 (4)           | 3,3 GHz   | -         | 850 MHz (1,1 GHz)**   | 2 × 64 Kio | 2 × 256 Kio | 3 Mio   | ×33   |                | Q0 (SR05Y)            | 65 W  | 2×DDR3 + DMI + FDI + 16×PCIe 2.0           | LGA 1155 | CM8062301044204 BX80623I32120  | T1 2011           | 23 août 2013      |                   |
| 2125                   | 2 (4)           | 3,3 GHz   | -         | 850 MHz (1,1 GHz)***  | 2 × 64 Kio | 2 × 256 Kio | 3 Mio   | ×33   |                | J1 (SR0AY)            | 65 W  | 2×DDR3 + DMI + FDI + 16×PCIe 2.0           | LGA 1155 | CM8062301090500 BX80623I32125  | septembre 2011    | 23 août 2013      |                   |
| 2130                   | 2 (4)           | 3,4 GHz   | -         | 850 MHz (1,1 GHz)**   | 2 × 64 Kio | 2 × 256 Kio | 3 Mio   | ×34   |                | Q0 (SR05W)            | 65 W  | 2×DDR3 + DMI + FDI + 16×PCIe 2.0           | LGA 1155 | CM8062301043904 BX80623I32130  | septembre 2011    | 23 août 2013      |                   |
| Core i5                |                 |           |           |                       |            |             |         |       |                |                       |       |                                            |          |                                |                   |                   |                   |
| 2390T                  | 2 (4)           | 2,7 GHz   | 3,5 GHz   | 650 MHz (1,1 GHz)**   | 2 × 64 Kio | 2 × 256 Kio | 3 Mio   | ×27   |                | Q0 (SR065)            | 35 W  | 2×DDR3 + DMI 20 Gbit/s + FDI + 16×PCIe 2.0 | LGA 1155 | CM8062301002115                | T1 2011           | 23 août 2013      |                   |
| 2500T                  | 4 (4)           | 2,3 GHz   | 3,3 GHz   | 650 MHz (1,25 GHz)**  | 4 × 64 Kio | 4 × 256 Kio | 6 Mio   | ×23   |                | D2 (SR00A)            | 45 W  | 2×DDR3 + DMI 20 Gbit/s + FDI + 16×PCIe 2.0 | LGA 1155 | CM8062301001910                | 5 janvier 2011    | 29 mars 2013      |                   |
| 2400S                  | 4 (4)           | 2,5 GHz   | 3,3 GHz   | 850 MHz (1,1 GHz)**   | 4 × 64 Kio | 4 × 256 Kio | 6 Mio   | ×25   |                | D2 (SR00S)            | 65 W  | 2×DDR3 + DMI 20 Gbit/s + FDI + 16×PCIe 2.0 | LGA 1155 | CM8062300835404 BX80623I52400S | 5 janvier 2011    | 29 mars 2013      |                   |
| 2405S                  | 4 (4)           | 2,5 GHz   | 3,3 GHz   | 850 MHz (1,1 GHz)***  | 4 × 64 Kio | 4 × 256 Kio | 6 Mio   | ×25   |                | D2 (SR0BB)            | 65 W  | 2×DDR3 + DMI 20 Gbit/s + FDI + 16×PCIe 2.0 | LGA 1155 | CM8062301091201 BX80623I52405S | T2 2011           | 29 mars 2013      |                   |
| 2500S                  | 4 (4)           | 2,7 GHz   | 3,7 GHz   | 850 MHz (1,1 GHz)**   | 4 × 64 Kio | 4 × 256 Kio | 6 Mio   | ×27   |                | D2 (SR009)            | 65 W  | 2×DDR3 + DMI 20 Gbit/s + FDI + 16×PCIe 2.0 | LGA 1155 | CM8062300835501                | 5 janvier 2011    | 29 mars 2013      |                   |
| 2300                   | 4 (4)           | 2,8 GHz   | 3,1 GHz   | 850 MHz (1,1 GHz)**   | 4 × 64 Kio | 4 × 256 Kio | 6 Mio   | ×28   |                | D2 (SR00D)            | 95 W  | 2×DDR3 + DMI 20 Gbit/s + FDI + 16×PCIe 2.0 | LGA 1155 | CM8062301061502 BX80623I52300  | 5 janvier 2011    | T2 2012           |                   |
| 2310                   | 4 (4)           | 2,9 GHz   | 3,2 GHz   | 850 MHz (1,1 GHz)**   | 4 × 64 Kio | 4 × 256 Kio | 6 Mio   | ×29   |                | D2 (SR02K)            | 95 W  | 2×DDR3 + DMI 20 Gbit/s + FDI + 16×PCIe 2.0 | LGA 1155 | CM8062301043718 BX80623I52310  | T2 2011           | 29 mars 2013      |                   |
| 2320                   | 4 (4)           | 3,0 GHz   | 3,3 GHz   | 850 MHz (1,1 GHz)**   | 4 × 64 Kio | 4 × 256 Kio | 6 Mio   | ×29   |                | D2 (SR02L)            | 95 W  | 2×DDR3 + DMI 20 Gbit/s + FDI + 16×PCIe 2.0 | LGA 1155 | CM8062301043820 BX80623I52320  | T3 2011           | 29 mars 2013      |                   |
| 2380P                  | 4 (4)           | 3,1 GHz   | 3,4 GHz   | -                     | 4 × 64 Kio | 4 × 256 Kio | 6 Mio   | ×31   |                | D2 (SR0G2)            | 95 W  | 2×DDR3 + DMI 20 Gbit/s + FDI + 16×PCIe 2.0 | LGA 1155 | CM8062301157400 BX80623I52380P | T1 2012           | T1 2013           |                   |
| 2400                   | 4 (4)           | 3,1 GHz   | 3,4 GHz   | 850 MHz (1,1 GHz)**   | 4 × 64 Kio | 4 × 256 Kio | 6 Mio   | ×31   |                | D2 (SR00Q)            | 95 W  | 2×DDR3 + DMI 20 Gbit/s + FDI + 16×PCIe 2.0 | LGA 1155 | CM8062300834106 BX80623I52400  | 5 janvier 2011    | 29 mars 2013      |                   |
| 2450P                  | 4 (4)           | 3,2 GHz   | 3,5 GHz   | -                     | 4 × 64 Kio | 4 × 256 Kio | 6 Mio   | ×32   |                | D2 (SR0G1)            | 95 W  | 2×DDR3 + DMI 20 Gbit/s + FDI + 16×PCIe 2.0 | LGA 1155 | CM8062301157300 BX80623I52450P | T1 2012           | T1 2013           |                   |
| 2500                   | 4 (4)           | 3,3 GHz   | 3,7 GHz   | 850 MHz (1,1 GHz)**   | 4 × 64 Kio | 4 × 256 Kio | 6 Mio   | ×33   |                | D2 (SR00T)            | 95 W  | 2×DDR3 + DMI 20 Gbit/s + FDI + 16×PCIe 2.0 | LGA 1155 | CM8062300834203 BX80623I52500  | 5 janvier 2011    | 29 mars 2013      |                   |
| 2500K                  | 4 (4)           | 3,3 GHz   | 3,7 GHz   | 850 MHz (1,1 GHz)***  | 4 × 64 Kio | 4 × 256 Kio | 6 Mio   | ×33   |                | D2 (SR008)            | 95 W  | 2×DDR3 + DMI 20 Gbit/s + FDI + 16×PCIe 2.0 | LGA 1155 | CM8062300833803 BX80623I52500K | T1 2011           | 29 mars 2013      |                   |
| 2550K                  | 4 (4)           | 3,4 GHz   | 3,8 GHz   | -                     | 4 × 64 Kio | 4 × 256 Kio | 6 Mio   | ×34   |                | D2 (SR0QH)            | 95 W  | 2×DDR3 + DMI 20 Gbit/s + FDI + 16×PCIe 2.0 | LGA 1155 | CM8062301213000 BX80623I52550K | T1 2012           | T1 2013           |                   |
| Core i7                |                 |           |           |                       |            |             |         |       |                |                       |       |                                            |          |                                |                   |                   |                   |
| 2600S                  | 4 (8)           | 2,8 GHz   | 3,8 GHz   | 850 MHz (1,35 GHz)**  | 4 × 64 Kio | 4 × 256 Kio | 8 Mio   | ×28   |                | D2 (SR00E)            | 65 W  | 2×DDR3 + DMI 20 Gbit/s + FDI + 16×PCIe 2.0 | LGA 1155 | CM8062300835604 BX80623I72600S | T1 2011           | 29 mars 2013      |                   |
| 2600                   | 4 (8)           | 3,4 GHz   | 3,8 GHz   | 850 MHz (1,35 GHz)**  | 4 × 64 Kio | 4 × 256 Kio | 8 Mio   | ×34   |                | D2 (SR00B)            | 95 W  | 2×DDR3 + DMI 20 Gbit/s + FDI + 16×PCIe 2.0 | LGA 1155 | CM8062300834302 BX80623I72600  | 5 janvier 2011    | 29 mars 2013      |                   |
| 2600K                  | 4 (8)           | 3,4 GHz   | 3,8 GHz   | 850 MHz (1,35 GHz)*** | 4 × 64 Kio | 4 × 256 Kio | 8 Mio   | ×34   |                | D2 (SR00C)            | 95 W  | 2×DDR3 + DMI 20 Gbit/s + FDI + 16×PCIe 2.0 | LGA 1155 | CM8062300833908 BX80623I72600K | T1 2011           | 29 mars 2013      |                   |
| 2700K                  | 4 (8)           | 3,5 GHz   | 3,9 GHz   | 850 MHz (1,35 GHz)*** | 4 × 64 Kio | 4 × 256 Kio | 8 Mio   | ×35   |                | D2 (SR0DG)            | 95 W  | 2×DDR3 + DMI 20 Gbit/s + FDI + 16×PCIe 2.0 | LGA 1155 | CM8062301124100 BX80623I72700K | octobre 2011      | 29 mars 2013      |                   |
| 3820                   | 4 (8)           | 3,6 GHz   | 3,8 GHz   | -                     | 4 × 64 Kio | 4 × 256 Kio | 10 Mio  | ×36   | 0,6 V – 1,35 V | M1 (SR0LD)            | 130 W | 4×DDR3 + DMI 20 Gbit/s + 40×PCIe 2.0       | LGA 2011 | CM8061901049606 BX80619I73820  | T1 2012           |                   |                   |
| 3930K                  | 6 (12)          | 3,2 GHz   | 3,8 GHz   | -                     | 6 × 64 Kio | 6 × 256 Kio | 12 Mio  | ×32   | 0,6 V – 1,35 V | C1 (SR0H9) C2 (SR0KY) | 130 W | 4×DDR3 + DMI 20 Gbit/s + 40×PCIe 2.0       | LGA 2011 | CM8061901100802 BX80619I73930K | 14 novembre 2011  |                   |                   |
| 3960X                  | 6 (12)          | 3,3 GHz   | 3,9 GHz   | -                     | 6 × 64 Kio | 6 × 256 Kio | 15 Mio  | ×33   | 0,6 V – 1,35 V | C1 (SR0GW) C2 (SR0KF) | 130 W | 4×DDR3 + DMI 20 Gbit/s + 40×PCIe 2.0       | LGA 2011 | CM8061907184018 BX80619I73960X | 14 novembre 2011  |                   |                   |
| 3970X                  | 6 (12)          | 3,5 GHz   | 4 GHz     | -                     | 6 × 64 Kio | 6 × 256 Kio | 15 Mio  | ×35   | 0,6 V – 1,35 V | C2 (SR0WR)            | 150 W | 4×DDR3 + DMI 20 Gbit/s + 40×PCIe 2.0       | LGA 2011 | CM8061901281201 BX80619I73970X | T4 2012           |                   |                   |
| Xeon mono-processeur   |                 |           |           |                       |            |             |         |       |                |                       |       |                                            |          |                                |                   |                   |                   |
| E3-1220L               | 2 (4)           | 2,2 GHz   | 3,4 GHz   | -                     | 2 × 64 Kio | 2 × 256 Kio | 3 Mio   | ×22   |                | Q0 (SR070)            | 20 W  | 2×DDR3 + DMI + 16×PCIe 2.0                 | LGA 1155 | CM8062307262828                | T2 2011           |                   |                   |
| E3-1260L               | 4 (8)           | 2,4 GHz   | 3,3 GHz   | 650 MHz (1,25 GHz)**  | 4 × 64 Kio | 4 × 256 Kio | 8 Mio   | ×24   |                | D2 (SR00M)            | 45 W  | 2×DDR3 + DMI + 16×PCIe 2.0                 | LGA 1155 | CM8062301061800                | T2 2011           |                   |                   |
| E3-1220                | 4 (4)           | 3,1 GHz   | 3,4 GHz   | -                     | 4 × 64 Kio | 4 × 256 Kio | 8 Mio   | ×31   |                | D2 (SR00F)            | 80 W  | 2×DDR3 + DMI + 16×PCIe 2.0                 | LGA 1155 | CM8062300921702 BX80623E31220  | T2 2011           |                   |                   |
| E3-1225                | 4 (4)           | 3,1 GHz   | 3,4 GHz   | 850 MHz (1,35 GHz)*** | 4 × 64 Kio | 4 × 256 Kio | 6 Mio   | ×31   |                | D2 (SR00G)            | 95 W  | 2×DDR3 + DMI + 16×PCIe 2.0                 | LGA 1155 | CM8062307262304 BX80623E31225  | T2 2011           |                   |                   |
| E3-1230                | 4 (8)           | 3,2 GHz   | 3,6 GHz   | -                     | 4 × 64 Kio | 4 × 256 Kio | 8 Mio   | ×32   |                | D2 (SR00H)            | 80 W  | 2×DDR3 + DMI + 16×PCIe 2.0                 | LGA 1155 | CM8062307262610 BX80623E31230  | T2 2011           |                   |                   |
| E3-1235                | 4 (8)           | 3,2 GHz   | 3,6 GHz   | 850 MHz (1,35 GHz)*** | 4 × 64 Kio | 4 × 256 Kio | 8 Mio   | ×32   |                | D2 (SR00J)            | 95 W  | 2×DDR3 + DMI + 16×PCIe 2.0                 | LGA 1155 | CM8062307262206 BX80623E31235  | T2 2011           |                   |                   |
| E3-1240                | 4 (8)           | 3,3 GHz   | 3,7 GHz   | -                     | 4 × 64 Kio | 4 × 256 Kio | 8 Mio   | ×33   |                | D2 (SR00K)            | 80 W  | 2×DDR3 + DMI + 16×PCIe 2.0                 | LGA 1155 | CM8062307262503 BX80623E31240  | T2 2011           |                   |                   |
| E3-1245                | 4 (8)           | 3,3 GHz   | 3,7 GHz   | 850 MHz (1,35 GHz)*** | 4 × 64 Kio | 4 × 256 Kio | 8 Mio   | ×33   |                | D2 (SR00L)            | 95 W  | 2×DDR3 + DMI + 16×PCIe 2.0                 | LGA 1155 | CM8062307262103 BX80623E31245  | T2 2011           |                   |                   |
| E3-1270                | 4 (8)           | 3,4 GHz   | 3,8 GHz   | -                     | 4 × 64 Kio | 4 × 256 Kio | 8 Mio   | ×34   |                | D2 (SR00N)            | 80 W  | 2×DDR3 + DMI + 16×PCIe 2.0                 | LGA 1155 | CM8062307262403 BX80623E31270  | T2 2011           |                   |                   |
| E3-1275                | 4 (8)           | 3,4 GHz   | 3,8 GHz   | 850 MHz (1,35 GHz)*** | 4 × 64 Kio | 4 × 256 Kio | 8 Mio   | ×34   |                | D2 (SR00P)            | 95 W  | 2×DDR3 + DMI + 16×PCIe 2.0                 | LGA 1155 | CM8062307262003 BX80623E31275  | T2 2011           |                   |                   |
| E3-1280                | 4 (8)           | 3,5 GHz   | 3,9 GHz   | -                     | 4 × 64 Kio | 4 × 256 Kio | 8 Mio   | ×35   |                | D2 (SR00R)            | 95 W  | 2×DDR3 + DMI + 16×PCIe 2.0                 | LGA 1155 | CM8062307261903 BX80623E31280  | T2 2011           |                   |                   |
| E3-1290                | 4 (8)           | 3,6 GHz   | 4 GHz     | -                     | 4 × 64 Kio | 4 × 256 Kio | 8 Mio   | ×36   |                | D2 (SR055)            | 95 W  | 2×DDR3 + DMI + 16×PCIe 2.0                 | LGA 1155 | CM8062301071705                | T3 2011           |                   |                   |
| E5-1620                | 4 (8)           | 3,6 GHz   | Oui       |                       |            |             | 10 Mo   |       |                |                       | 130 W | 4xDDR3 + QPI + 16×PCIe 3.0                 | LGA 2011 |                                | 2012-04-29        |                   |                   |
| Xeon bi-processeur     |                 |           |           |                       |            |             |         |       |                |                       |       |                                            |          |                                |                   |                   |                   |
| E5-2803                | 6 (12)          | 1,7 GHz   | Non       |                       |            |             | 18 Mo   |       |                |                       | 105 W | 3×DDR3 + ?                                 | LGA 1567 |                                | 2012-04-29        |                   |                   |
| E5-2420                | 6 (12)          | 1,9 GHz   | 2,4       |                       |            |             | 15 Mo   |       |                |                       | 95 W  | 3×DDR3 + 1×QPI + 24×PCIe 3.0               | LGA 1356 |                                | 2012-04-29        |                   |                   |
| E5-2620                | 6 (12)          | 2,0 GHz   | Oui       |                       |            |             | 15 Mo   |       |                |                       | 95 W  | 4×DDR3 + 2×QPI + 40×PCIe 3.0               | LGA 2011 |                                | 2012-04-29        |                   |                   |
| E5-2650                | 8 (16)          | 2,0 GHz   | Oui       |                       |            |             | 20 Mo   |       |                |                       | 95 W  | 4×DDR3 + 2×QPI + 40×PCIe 3.0               | LGA 2011 |                                | 2012-04-29        |                   |                   |
| Xeon quadri-processeur |                 |           |           |                       |            |             |         |       |                |                       |       |                                            |          |                                |                   |                   |                   |

#### Pour ordinateurs portables
| Modèle  | Cœurs (threads) | Fréquence | Fréquence | Fréquence           | Cache | Cache | Cache  | Mult. | Tension | Révision (Sspec) | TDP  | bus                        | Socket | Référence | Commercialisation | Commercialisation | Commercialisation |
| Modèle  | Cœurs (threads) | Cœurs     | Turbo     | IGP                 | L1    | L2    | L3     | Mult. | Tension | Révision (Sspec) | TDP  | bus                        | Socket | Référence | Début             | Fin               |                   |
| ------- | --------------- | --------- | --------- | ------------------- | ----- | ----- | ------ | ----- | ------- | ---------------- | ---- | -------------------------- | ------ | --------- | ----------------- | ----------------- | ----------------- |
| Celeron |                 |           |           |                     |       |       |        |       |         |                  |      |                            |        |           |                   |                   |                   |
| 787     | 1 (1)           | 1,3 GHz   | -         | 350 MHz (950 MHz)*  |       |       | 1,5 Mo |       |         |                  | 17 W | 2×DDR3 + DMI + 16×PCIe 2.0 |        |           | T3 2011           |                   |                   |
| 797     | 1 (1)           | 1,4 GHz   | -         | 350 MHz (950 MHz)*  |       |       | 1,5 Mo |       |         |                  | 17 W | 2×DDR3 + DMI + 16×PCIe 2.0 |        |           | T1 2012           |                   |                   |
| 725C    | 1 (2)           | 1,3 GHz   | -         | -                   |       |       | 1,5 Mo |       |         |                  | 10 W | 1×DDR3 + 16×PCIe 2.0       |        |           | T2 2012           |                   |                   |
| 807UE   | 1 (1)           | 1,0 GHz   | -         | 350 MHz (800 MHz)*  |       |       | 1 Mo   |       |         |                  | 17 W | 1×DDR3 + DMI + 16×PCIe 2.0 |        |           | T4 2011           |                   |                   |
| 827E    | 1 (1)           | 1,4 GHz   | -         | 350 MHz (800 MHz)*  |       |       | 1,5 Mo |       |         |                  | 17 W | 2×DDR3 + DMI + 16×PCIe 2.0 |        |           | T3 2011           |                   |                   |
| 807     | 1 (2)           | 1,5 GHz   | -         | 350 MHz (950 MHz)*  |       |       | 1,5 Mo |       |         |                  | 17 W | 2×DDR3 + DMI + 16×PCIe 2.0 |        |           | T2 2012           | 22 novembre 2013  |                   |
| 847     | 2 (2)           | 1,1 GHz   | -         | 350 MHz (800 MHz)*  |       |       | 2 Mo   |       |         |                  | 17 W | 2×DDR3 + DMI + 16×PCIe 2.0 |        |           | T2 2011           |                   |                   |
| 847E    | 2 (2)           | 1,1 GHz   | -         | 350 MHz (800 MHz)*  |       |       | 2 Mo   |       |         |                  | 17 W | 2×DDR3 + DMI + 16×PCIe 2.0 |        |           | T2 2011           |                   |                   |
| 857     | 2 (2)           | 1,2 GHz   | -         | 350 MHz (1 GHz)*    |       |       | 2 Mo   |       |         |                  | 17 W | 2×DDR3 + DMI + 16×PCIe 2.0 |        |           | T3 2011           |                   |                   |
| 867     | 2 (2)           | 1,3 GHz   | -         | 350 MHz (1 GHz)*    |       |       | 2 Mo   |       |         |                  | 17 W | 2×DDR3 + DMI + 16×PCIe 2.0 |        |           | T1 2012           |                   |                   |
| 877     | 2 (2)           | 1,4 GHz   | -         | 350 MHz (1 GHz)*    |       |       | 2 Mo   |       |         |                  | 17 W | 2×DDR3 + DMI + 16×PCIe 2.0 |        |           | T2 2012           | 22 novembre 2013  |                   |
| 887     | 2 (2)           | 1,5 GHz   | -         | 350 MHz (1 GHz)*    |       |       | 2 Mo   |       |         |                  | 17 W | 2×DDR3 + DMI + 16×PCIe 2.0 |        |           | T3 2012           | 22 novembre 2013  |                   |
| B710    | 1 (1)           | 1,6 GHz   | -         | 650 MHz (1 GHz)*    |       |       | 1,5 Mo |       |         |                  | 35 W | 2×DDR3 + DMI + 16×PCIe 2.0 |        |           | T3 2011           |                   |                   |
| B720    | 1 (1)           | 1,7 GHz   | -         | 650 MHz (1 GHz)*    |       |       | 1,5 Mo |       |         |                  | 35 W | 2×DDR3 + DMI + 16×PCIe 2.0 |        |           | T1 2012           |                   |                   |
| B800    | 2 (2)           | 1,5 GHz   | -         | 650 MHz (1 GHz)*    |       |       | 2 Mo   |       |         |                  | 35 W | 2×DDR3 + DMI + 16×PCIe 2.0 |        |           | T2 2011           |                   |                   |
| B810    | 2 (2)           | 1,6 GHz   | -         | 650 MHz (950 MHz)*  |       |       | 2 Mo   |       |         |                  | 35 W | 2×DDR3 + DMI + 16×PCIe 2.0 |        |           | T1 2011           |                   |                   |
| B810E   | 2 (2)           | 1,6 GHz   | -         | 650 MHz (1 GHz)*    |       |       | 2 Mo   |       |         |                  | 35 W | 2×DDR3 + DMI + 16×PCIe 2.0 |        |           | T2 2011           |                   |                   |
| B815    | 2 (2)           | 1,6 GHz   | -         | 650 MHz (1,05 GHz)* |       |       | 2 Mo   |       |         |                  | 35 W | 2×DDR3 + DMI + 16×PCIe 2.0 |        |           | T1 2012           |                   |                   |
| B820    | 2 (2)           | 1,7 GHz   | -         | 650 MHz (1,05 GHz)* |       |       | 2 Mo   |       |         |                  | 35 W | 2×DDR3 + DMI + 16×PCIe 2.0 |        |           | T3 2012           |                   |                   |
| B830    | 2 (2)           | 1,8 GHz   | -         | 650 MHz (1,05 GHz)* |       |       | 2 Mo   |       |         |                  | 35 W | 2×DDR3 + DMI + 16×PCIe 2.0 |        |           | T3 2012           |                   |                   |
| B840    | 2 (2)           | 1,9 GHz   | -         | 650 MHz (1 GHz)*    |       |       | 2 Mo   |       |         |                  | 35 W | 2×DDR3 + DMI + 16×PCIe 2.0 |        |           | T3 2011           |                   |                   |
| Pentium |                 |           |           |                     |       |       |        |       |         |                  |      | 2×DDR3 + DMI + 16×PCIe 2.0 |        |           |                   |                   |                   |
| 957     | 2 (2)           | 1,2 GHz   |           | 350 MHz (800 MHz)*  |       |       | 2 Mo   |       |         |                  | 17 W | 2×DDR3 + DMI + 16×PCIe 2.0 |        |           | T2 2011           |                   |                   |
| 967     | 2 (2)           | 1,3 GHz   |           | 350 MHz (1 GHz)*    |       |       | 2 Mo   |       |         |                  | 17 W | 2×DDR3 + DMI + 16×PCIe 2.0 |        |           | T4 2011           |                   |                   |
| 977     | 2 (2)           | 1,4 GHz   |           | 350 MHz (1 GHz)*    |       |       | 2 Mo   |       |         |                  | 17 W | 2×DDR3 + DMI + 16×PCIe 2.0 |        |           | T1 2012           |                   |                   |
| 987     | 2 (2)           | 1,5 GHz   |           | 350 MHz (1 GHz)*    |       |       | 2 Mo   |       |         |                  | 17 W | 2×DDR3 + DMI + 16×PCIe 2.0 |        |           | T3 2012           |                   |                   |
| 997     | 2 (2)           | 1,6 GHz   |           | 350 MHz (1 GHz)*    |       |       | 2 Mo   |       |         |                  | 17 W | 2×DDR3 + DMI + 16×PCIe 2.0 |        |           | T3 2012           |                   |                   |
| B940    | 2 (2)           | 2,0 GHz   |           | 650 MHz (1,1 GHz)*  |       |       | 2 Mo   |       |         |                  | 35 W | 2×DDR3 + DMI + 16×PCIe 2.0 |        |           | T2 2011           |                   |                   |
| B950    | 2 (2)           | 2,1 GHz   |           | 650 MHz (1,1 GHz)*  |       |       | 2 Mo   |       |         |                  | 35 W | 2×DDR3 + DMI + 16×PCIe 2.0 |        |           | T2 2011           |                   |                   |
| B960    | 2 (2)           | 2,2 GHz   |           | 650 MHz (1,1 GHz)*  |       |       | 2 Mo   |       |         |                  | 35 W | 2×DDR3 + DMI + 16×PCIe 2.0 |        |           | T4 2011           |                   |                   |
| B970    | 2 (2)           | 2,3 GHz   |           | 650 MHz (1,15 GHz)* |       |       | 2 Mo   |       |         |                  | 35 W | 2×DDR3 + DMI + 16×PCIe 2.0 |        |           | T1 2012           |                   |                   |
| B980    | 2 (2)           | 2,4 GHz   |           | 650 MHz (1,15 GHz)* |       |       | 2 Mo   |       |         |                  | 35 W | 2×DDR3 + DMI + 16×PCIe 2.0 |        |           | T2 2012           |                   |                   |
| Core i3 |                 |           |           |                     |       |       |        |       |         |                  |      |                            |        |           |                   |                   |                   |
| 2310M   | 2 (4)           | 2,1 GHz   |           | ***                 |       |       |        |       |         |                  | 35 W |                            |        |           | 2011              |                   |                   |
| 2330M   | 2 (4)           | 2,2 GHz   |           | ***                 |       |       |        |       |         |                  | 35 W |                            |        | 2011      |                   |                   |                   |
| Core i5 |                 |           |           |                     |       |       |        |       |         |                  |      |                            |        |           |                   |                   |                   |
| 2537M   | 2 (4)           | 1,4 GHz   |           | ***                 |       |       |        |       |         |                  | 17 W |                            |        |           | 2011              |                   |                   |
| 2410M   | 2 (4)           | 2,3 GHz   |           | ***                 |       |       |        |       |         |                  | 35 W |                            |        | 2011      |                   |                   |                   |
| 2520M   | 2 (4)           | 2,5 GHz   |           | ***                 |       |       |        |       |         |                  | 35 W |                            |        | 2011      |                   |                   |                   |
| 2540M   | 2 (4)           | 2,6 GHz   |           | ***                 |       |       |        |       |         |                  | 35 W |                            |        | 2011      |                   |                   |                   |
| Core i7 |                 |           |           |                     |       |       |        |       |         |                  |      |                            |        |           |                   |                   |                   |
| 2617M   | 2 (4)           | 1,5 GHz   |           | ***                 |       |       |        |       |         |                  | 17 W |                            |        |           | 2011              |                   |                   |
| 2657M   | 2 (4)           | 1,6 GHz   |           | ***                 |       |       |        |       |         |                  | 17 W |                            |        | 2011      |                   |                   |                   |
| 2629M   | 2 (4)           | 2,1 GHz   |           | ***                 |       |       |        |       |         |                  | 25 W |                            |        | 2011      |                   |                   |                   |
| 2649M   | 2 (4)           | 2,3 GHz   |           | ***                 |       |       |        |       |         |                  | 25 W |                            |        | 2011      |                   |                   |                   |
| 2620M   | 2 (4)           | 2,7 GHz   |           | ***                 |       |       |        |       |         |                  | 35 W |                            |        | 2011      |                   |                   |                   |
| 2640M   | 2 (4)           | 2,8 GHz   | 3,5 GHz   | ***                 |       |       | 4 Mo   |       |         |                  | 35 W |                            |        | T4 2011   | 22 novembre 2013  |                   |                   |
| 2630QM  | 4 (8)           | 2,0 GHz   |           | ***                 |       |       |        |       |         |                  | 45 W |                            |        | 2011      |                   |                   |                   |
| 2635QM  | 4 (8)           | 2,0 GHz   |           | ***                 |       |       |        |       |         |                  | 45 W |                            |        | 2011      |                   |                   |                   |
| 2720QM  | 4 (8)           | 2,2 GHz   |           | ***                 |       |       |        |       |         |                  | 45 W |                            |        | 2011      |                   |                   |                   |
| 2820QM  | 4 (8)           | 2,3 GHz   |           | ***                 |       |       |        |       |         |                  | 45 W |                            |        | 2011      |                   |                   |                   |

### Prise en charge de la partie graphique
Pour utiliser la partie graphique de Sandy Bridge sous Linux, il faut au minimum :
- Linux 2.6.37 (toutefois la version 3.4 du noyau Linux est requise pour bénéficier du nouveau mode de gestion d'énergie, nommé RC6, qui passe en veille profonde la partie graphique de Sandy Bridge en cas d’inactivité[17])
- Mesa 7.10
- Le pilote xf86-video-intel 2.14.0

Sous Linux ces puces sont compatibles OpenGL 3.3 et OpenGL ES 3.0 (à partir de Mesa 9.1). Aucun pilote Vulkan n'est prévu pour cette génération de puce graphique.
Sous Windows, le pilote supporte OpenGL 3.1 et Open GL ES 3.0.

### Pas de prise en charge d'OpenCL
Le support d'OpenCL n'est pas disponible sur Windows pour Sandy Bridge. Pour Linux, Intel développe Beignet, une solution Open Source OpenCL, mais ne supporte que la deuxième génération d'Ivy Bridge (Ivy Bridge GT2).

## Famille Ivy Bridge
Ivy Bridge est la famille de microprocesseurs qui succède à Sandy Bridge. Les processeurs de cette famille sont gravés en 22 nm et utilisent un nouveau type de transistors nommé Tri-Gate,,,,.
Selon la stratégie tic-tac d'Intel, Sandy Bridge représente un « tac » et Ivy Bridge, un « tic ». Toutefois Intel a déclaré que les nombreuses améliorations, s'agissant spécialement de la partie graphique (HD Graphics), en faisaient plutôt un « tic+ »,,.
Initialement attendus pour fin 2011 ou début 2012, les premiers processeurs Ivy Bridge sont finalement disponibles le 29 avril 2012,. Les processeurs prennent place sur des plateformes (chipset Panther Point et Chief River) gérant nativement le SATA 3.0, le PCI Express 2.0 ou 3.0, l'USB 3.0, la DDR3 1600 MHz et l'affichage sur trois écrans.

### Modèles et steppings
Tous les processeurs Ivy Bridge avec un, deux ou quatre coeurs renvoient le même modèle CPUID 0x000306A9, et sont fabriqués selon quatre configurations différentes en fonction du nombre de coeurs, de la taille du cache L3 et du nombre d'unités d'exécution dans le GPU.
| Nom de code de la puce | Stepping | Taille de la puce (mm2) | Dimensions de la puce (mm) | Nb. de transistors (millions) | Coeurs | Nb d'UE du GPU | Cache L3 (Mo) | Sockets                                           |
| ---------------------- | -------- | ----------------------- | -------------------------- | ----------------------------- | ------ | -------------- | ------------- | ------------------------------------------------- |
| Ivy Bridge-M-2         | P0       | 094                     | 7,656 × 12,223             | 0≈ 634                        | 2      | 6              | 3             | LGA 1155, Socket G2, BGA-1224, BGA-1023, BGA-1284 |
| Ivy Bridge-H-2         | L1       | 118                     | 8,141 × 14,505             | 0≈ 830                        | 2      | 16             | 4             | LGA 1155, Socket G2, BGA-1224, BGA-1023, BGA-1284 |
| Ivy Bridge-HM-4        | N0       | 133                     | 7,656 × 17,349             | ≈ 1008                        | 4      | 6              | 6             | LGA 1155, Socket G2, BGA-1224, BGA-1023, BGA-1284 |
| Ivy Bridge-HE-4        | E1       | 160                     | 8,141 × 19,361             | ≈ 1400                        | 4      | 16             | 8             | LGA 1155, Socket G2, BGA-1224, BGA-1023, BGA-1284 |

### Liste des modèles de processeurs
NB : les IGP marqués d'une étoile (*) sont des modèles HD 2500, les IGP marqués de deux étoiles (**) sont des modèles HD 4000.

#### Pour ordinateurs de bureau
| Modèle                 | Cœurs (threads) | Fréquence | Fréquence | Fréquence          | Cache      | Cache       | Cache | Mult. | Tension | Révision (Sspec) | TDP   | bus                                  | Socket   | Référence                    | Commercialisation | Commercialisation | Commercialisation |
| Modèle                 | Cœurs (threads) | Cœurs     | Turbo     | IGP                | L1         | L2          | L3    | Mult. | Tension | Révision (Sspec) | TDP   | bus                                  | Socket   | Référence                    | Début             | Fin               |                   |
| ---------------------- | --------------- | --------- | --------- | ------------------ | ---------- | ----------- | ----- | ----- | ------- | ---------------- | ----- | ------------------------------------ | -------- | ---------------------------- | ----------------- | ----------------- | ----------------- |
| Celeron                |                 |           |           |                    |            |             |       |       |         |                  |       |                                      |          |                              |                   |                   |                   |
| G1610T                 | 2 (2)           | 2,3 GHz   | -         | 650 MHz (1,05 GHz) | 2 × 64 Kio | 2 × 256 Kio | 2 Mio | ×23   |         | P0 (SR10M)       | 35 W  | 2×DDR3 + DMI + 16×PCIe 2.0           | LGA 1155 | CM8063701445100              | janvier 2013      |                   |                   |
| G1610                  | 2 (2)           | 2,6 GHz   | -         | 650 MHz (1,05 GHz) | 2 × 64 Kio | 2 × 256 Kio | 2 Mio | ×26   |         | P0 (SR10K)       | 55 W  | 2×DDR3 + DMI + 16×PCIe 2.0           | LGA 1155 | CM8063701444901 BX80637G1610 | janvier 2013      |                   |                   |
| G1620                  | 2 (2)           | 2,7 GHz   | -         | 650 MHz (1,05 GHz) | 2 × 64 Kio | 2 × 256 Kio | 2 Mio | ×27   |         | P0 (SR10L)       | 55 W  | 2×DDR3 + DMI + 16×PCIe 2.0           | LGA 1155 | CM8063701445001 BX80637G1620 | janvier 2013      |                   |                   |
| Pentium                |                 |           |           |                    |            |             |       |       |         |                  |       |                                      |          |                              |                   |                   |                   |
| G2020T                 | 2 (2)           | 2,5 GHz   | -         | 650 MHz (1,05 GHz) | 2 × 64 Kio | 2 × 256 Kio | 3 Mio | ×25   |         | P0 (SR10G)       | 35 W  | 2×DDR3 + DMI + 16×PCIe 2.0           | LGA 1155 | CM8063701444601              | janvier 2013      |                   |                   |
| G2100T                 | 2 (2)           | 2,6 GHz   | -         | 650 MHz (1,05 GHz) | 2 × 64 Kio | 2 × 256 Kio | 3 Mio | ×26   |         | P0 (SR0UJ)       | 35 W  | 2×DDR3 + DMI + 16×PCIe 2.0           | LGA 1155 | CM8063701219000              | T3 2012           |                   |                   |
| G2010                  | 2 (2)           | 2,8 GHz   | -         | 650 MHz (1,05 GHz) | 2 × 64 Kio | 2 × 256 Kio | 3 Mio | ×28   |         | P0 (SR10J)       | 55 W  | 2×DDR3 + DMI + 16×PCIe 2.0           | LGA 1155 | CM8063701444800 BX80637G2010 | janvier 2013      |                   |                   |
| G2020                  | 2 (2)           | 2,9 GHz   | -         | 650 MHz (1,05 GHz) | 2 × 64 Kio | 2 × 256 Kio | 3 Mio | ×29   |         | P0 (SR10H)       | 55 W  | 2×DDR3 + DMI + 16×PCIe 2.0           | LGA 1155 | CM8063701444700 BX80637G2020 | janvier 2013      |                   |                   |
| G2120                  | 2 (2)           | 3,1 GHz   | -         | 650 MHz (1,05 GHz) | 2 × 64 Kio | 2 × 256 Kio | 3 Mio | ×31   |         | P0 (SR0UF)       | 55 W  | 2×DDR3 + DMI + 16×PCIe 2.0           | LGA 1155 | CM8063701095801 BX80637G2120 | janvier 2013      |                   |                   |
| G2130                  | 2 (2)           | 3,2 GHz   | -         | 650 MHz (1,05 GHz) | 2 × 64 Kio | 2 × 256 Kio | 3 Mio | ×32   |         | P0 (SR0YU)       | 55 W  | 2×DDR3 + DMI + 16×PCIe 2.0           | LGA 1155 | CM8063701391200 BX80637G2130 | janvier 2013      |                   |                   |
| Core i3                |                 |           |           |                    |            |             |       |       |         |                  |       |                                      |          |                              |                   |                   |                   |
| 3220T                  | 2 (4)           | 2,8 GHz   | Non       | 650-1050 MHz*      |            |             | 3 Mo  |       |         |                  | 35 W  | 2×DDR3 + DMI + FDI + 16×PCIe 2.0     | LGA 1155 |                              | T3 2012           |                   |                   |
| 3240T                  | 2 (4)           | 2,9 GHz   | Non       | 650-1050 MHz*      |            |             | 3 Mo  |       |         |                  | 35 W  | 2×DDR3 + DMI + FDI + 16×PCIe 2.0     | LGA 1155 |                              | T3 2012           |                   |                   |
| 3220                   | 2 (4)           | 3,3 GHz   | Non       | 650-1050 MHz*      |            |             | 3 Mo  |       |         |                  | 55 W  | 2×DDR3 + DMI + FDI + 16×PCIe 2.0     | LGA 1155 |                              | T3 2012           |                   |                   |
| 3225                   | 2 (4)           | 3,3 GHz   | Non       | 650-1050 MHz**     |            |             | 3 Mo  |       |         |                  | 55 W  | 2×DDR3 + DMI + FDI + 16×PCIe 2.0     | LGA 1155 |                              | T3 2012           |                   |                   |
| 3240                   | 2 (4)           | 3,4 GHz   | Non       | 650-1050 MHz*      |            |             | 3 Mo  |       |         |                  | 55 W  | 2×DDR3 + DMI + FDI + 16×PCIe 2.0     | LGA 1155 |                              | T3 2012           |                   |                   |
| Core i5                |                 |           |           |                    |            |             |       |       |         |                  |       |                                      |          |                              |                   |                   |                   |
| 3470T                  | 2 (4)           | 2,9 GHz   |           | *                  |            |             |       |       |         |                  | 35 W  | 2×DDR3 + DMI + FDI + 16×PCIe 3.0     | LGA 1155 |                              | 2012              |                   |                   |
| 3570T                  | 4 (4)           | 2,3 GHz   |           | *                  |            |             |       |       |         |                  | 45 W  | 2×DDR3 + DMI + FDI + 16×PCIe 3.0     | LGA 1155 |                              | 2012              |                   |                   |
| 3450S                  | 2 (4)           | 2,8 GHz   |           | 650-1100 MHz*      |            |             | 6 Mo  |       |         |                  | 65 W  | 2×DDR3 + DMI + FDI + 16×PCIe 3.0     | LGA 1155 |                              | 2012-04-29        |                   |                   |
| 3470S                  | 4 (4)           | 2,9 GHz   |           | *                  |            |             |       |       |         |                  | 65 W  | 2×DDR3 + DMI + FDI + 16×PCIe 3.0     | LGA 1155 |                              | 2012              |                   |                   |
| 3475S                  | 4 (4)           | 2,9 GHz   |           | **                 |            |             |       |       |         |                  | 65 W  | 2×DDR3 + DMI + FDI + 16×PCIe 3.0     | LGA 1155 |                              | 2012              |                   |                   |
| 3550S                  | 4 (4)           | 3,0 GHz   |           | 650-1150 MHz*      |            |             | 6 Mo  |       |         |                  | 65 W  | 2×DDR3 + DMI + FDI + 16×PCIe 3.0     | LGA 1155 |                              | 2012-04-29        |                   |                   |
| 3570S                  | 4 (4)           | 3,1 GHz   |           | *                  |            |             |       |       |         |                  | 65 W  | 2×DDR3 + DMI + FDI + 16×PCIe 3.0     | LGA 1155 |                              | 2012              |                   |                   |
| 3450                   | 4 (4)           | 3,1 GHz   |           | 650-1100 MHz*      |            |             | 6 Mo  |       |         |                  | 77 W  | 2×DDR3 + DMI + FDI + 16×PCIe 3.0     | LGA 1155 |                              | 2012-04-29        |                   |                   |
| 3470                   | 4 (4)           | 3,2 GHz   |           | *                  |            |             |       |       |         |                  | 77 W  | 2×DDR3 + DMI + FDI + 16×PCIe 3.0     | LGA 1155 |                              | 2012              |                   |                   |
| 3550                   | 4 (4)           | 3,3 GHz   |           | 650-1150 MHz*      |            |             | 6 Mo  |       |         |                  | 77 W  | 2×DDR3 + DMI + FDI + 16×PCIe 3.0     | LGA 1155 |                              | 2012-04-29        |                   |                   |
| 3570                   | 4 (4)           | 3,4 GHz   |           | *                  |            |             |       |       |         |                  | 77 W  | 2×DDR3 + DMI + FDI + 16×PCIe 3.0     | LGA 1155 |                              | 2012              |                   |                   |
| 3570K                  | 4 (4)           | 3,4 GHz   |           | 650-1150 MHz**     |            |             | 6 Mo  |       |         |                  | 77 W  | 2×DDR3 + DMI + FDI + 16×PCIe 3.0     | LGA 1155 |                              | 2012-04-29        |                   |                   |
| Core i7                |                 |           |           |                    |            |             |       |       |         |                  |       |                                      |          |                              |                   |                   |                   |
| 3770T                  | 4 (8)           | 2,5 GHz   |           | 650-1150 MHz**     |            |             | 8 Mo  |       |         |                  | 45 W  | 2×DDR3 + DMI + FDI + 16×PCIe 3.0     | LGA 1155 |                              | 2012-04-29        |                   |                   |
| 3770S                  | 4 (8)           | 3,1 GHz   |           | 650-1150 MHz**     |            |             | 8 Mo  |       |         |                  | 65 W  | 2×DDR3 + DMI + FDI + 16×PCIe 3.0     | LGA 1155 |                              | 2012-04-29        |                   |                   |
| 3770                   | 4 (8)           | 3,4 GHz   |           | 650-1150 MHz**     |            |             | 8 Mo  |       |         |                  | 77 W  | 2×DDR3 + DMI + FDI + 16×PCIe 3.0     | LGA 1155 |                              | 2012-04-29        |                   |                   |
| 3770K                  | 4 (8)           | 3,5 GHz   | 3,9 GHz   | 650-1150 MHz**     | 4 × 64 Ko  | 4 × 256 Ko  | 8 Mo  | ×35   |         | (E1) SR0PL       | 77 W  | 2×DDR3 + DMI + FDI + 16×PCIe 3.0     | LGA 1155 |                              | 2012-04-29        |                   |                   |
| 4820K                  | 4 (8)           | 3,7 GHz   | 3,9 GHz   | -                  |            |             | 10 Mo |       |         |                  | 130 W | 4×DDR3 + DMI 20 Gbit/s + 40×PCIe 3.0 | LGA 2011 |                              | septembre 2013    |                   |                   |
| 4930K                  | 6 (12)          | 3,4 GHz   | 3,9 GHz   | -                  |            |             | 12 Mo |       |         |                  | 130 W | 4×DDR3 + DMI 20 Gbit/s + 40×PCIe 3.0 | LGA 2011 |                              | septembre 2013    |                   |                   |
| 4960X                  | 6 (12)          | 3,6 GHz   | 4,0 GHz   | -                  |            |             | 15 Mo |       |         |                  | 130 W | 4×DDR3 + DMI 20 Gbit/s + 40×PCIe 3.0 | LGA 2011 |                              | septembre 2013    |                   |                   |
| Xeon mono-processeur   |                 |           |           |                    |            |             |       |       |         |                  |       |                                      |          |                              |                   |                   |                   |
| Xeon bi-processeur     |                 |           |           |                    |            |             |       |       |         |                  |       |                                      |          |                              |                   |                   |                   |
| E5-2640 v2             | 8 (16)          | 2 GHz     |           |                    |            |             | 20 Mo |       |         | M0               | 95 W  |                                      | LGA 2011 |                              |                   |                   |                   |
| E5-2650 v2             | 8 (16)          | 2,6 GHz   |           |                    |            |             | 20 Mo |       |         | M0               | 95 W  | LGA 2011                             |          |                              |                   |                   |                   |
| E5-2650L v2            | 10 (20)         | 1,7 GHz   |           |                    |            |             | 25 Mo |       |         | M0               | 70 W  | LGA 2011                             |          |                              |                   |                   |                   |
| E5-2660 v2             | 10 (20)         | 2,2 GHz   |           |                    |            |             | 25 Mo |       |         | M0               | 95 W  | LGA 2011                             |          |                              |                   |                   |                   |
| E5-2670 v2             | 10 (20)         | 2,5 GHz   |           |                    |            |             | 25 Mo |       |         | M0               | 115 W | LGA 2011                             |          |                              |                   |                   |                   |
| E5-2680 v2             | 10 (20)         | 2,8 GHz   | 3,1 Ghz   |                    |            |             | 25 Mo |       |         | M0               | 115 W | LGA 2011                             |          |                              |                   |                   |                   |
| E5-2690 v2             | 10 (20)         | 3 GHz     |           |                    |            |             | 25 Mo |       |         | M0               | 130 W | LGA 2011                             |          |                              |                   |                   |                   |
| E5-2687W v2            | 10 (20)         | 3,4 GHz   |           |                    |            |             | 25 Mo |       |         | M0               | 150 W | LGA 2011                             |          |                              |                   |                   |                   |
| E5-2643 v2             | 10 (20)         | 3,5 GHz   |           |                    |            |             | 25 Mo |       |         | M0               | 130 W | LGA 2011                             |          |                              |                   |                   |                   |
| E5-2695 v2             | 12 (24)         | 2,4 GHz   |           |                    |            |             | 30 Mo |       |         | C0               | 115 W | LGA 2011                             |          |                              |                   |                   |                   |
| E5-2697 v2             | 12 (24)         | 2,7 GHz   |           |                    |            |             | 30 Mo |       |         | C0/C1            | 130 W | LGA 2011                             |          |                              |                   |                   |                   |
| Xeon quadri-processeur |                 |           |           |                    |            |             |       |       |         |                  |       |                                      |          |                              |                   |                   |                   |

#### Pour ordinateurs portables
| Modèle  | Cœurs (threads) | Fréquence | Fréquence | Fréquence           | Cache | Cache  | Cache | Mult. | Tension | Révision (Sspec) | TDP  | bus | Socket    | Référence | Commercialisation | Commercialisation | Commercialisation |
| Modèle  | Cœurs (threads) | Cœurs     | Turbo     | IGP                 | L1    | L2     | L3    | Mult. | Tension | Révision (Sspec) | TDP  | bus | Socket    | Référence | Début             | Fin               |                   |
| ------- | --------------- | --------- | --------- | ------------------- | ----- | ------ | ----- | ----- | ------- | ---------------- | ---- | --- | --------- | --------- | ----------------- | ----------------- | ----------------- |
| Celeron |                 |           |           |                     |       |        |       |       |         |                  |      |     |           |           |                   |                   |                   |
| Pentium |                 |           |           |                     |       |        |       |       |         |                  |      |     |           |           |                   |                   |                   |
| 2129Y   | 2 (2)           | 1,1 GHz   | Non       | Oui                 |       |        | 2 Mo  |       |         |                  | 10 W |     |           |           | 2013              |                   |                   |
| Core i3 |                 |           |           |                     |       |        |       |       |         |                  |      |     |           |           |                   |                   |                   |
| 3229Y   | 2 (4)           | 1,4 GHz   | Non       | 350 MHz (850 MHz)** |       |        | 3 Mo  |       |         |                  | 13 W |     |           |           | 2013              |                   |                   |
| Core i5 |                 |           |           |                     |       |        |       |       |         |                  |      |     |           |           |                   |                   |                   |
| 3339Y   | 2 (4)           | 1,5 GHz   | 2 GHz     | 350 MHz (850 MHz)** |       |        | 3 Mo  |       |         |                  | 13 W |     |           |           | 2013              |                   |                   |
| 3439Y   | 2 (4)           | 1,5 GHz   | 2,3 GHz   | 350 MHz (850 MHz)** |       |        | 3 Mo  |       |         |                  | 13 W |     |           | 2013      |                   |                   |                   |
| Core i7 |                 |           |           |                     |       |        |       |       |         |                  |      |     |           |           |                   |                   |                   |
| 3537U   | 2 (4)           | 2 GHz     | 3,1GHz    | 350 MHz (1,2 GHz)   | 32k*2 | 256k*2 | 8M    |       |         |                  | 17W  |     | FCBGA1023 |           | 2013              |                   |                   |
| 3689Y   | 2 (4)           | 1,5 GHz   | 2,6 GHz   | 350 MHz (850 MHz)** |       |        | 4 Mo  |       |         |                  | 13 W |     |           |           | 2013              |                   |                   |
| 3612QM  | 4 (8)           | 2,1 GHz   |           | **                  |       |        |       |       |         |                  | 35 W |     |           | 2012      |                   |                   |                   |
| 3610QM  | 4 (8)           | 2,3 GHz   |           | **                  |       |        |       |       |         |                  | 45 W |     |           | 2012      |                   |                   |                   |
| 3615QM  | 4 (8)           | 2,3 GHz   |           | **                  |       |        |       |       |         |                  | 45 W |     |           | 2012      |                   |                   |                   |
| 3720QM  | 4 (8)           | 2,6 GHz   |           | **                  |       |        |       |       |         |                  | 45 W |     |           | 2012      |                   |                   |                   |
| 3820QM  | 4 (8)           | 2,7 GHz   |           | **                  |       |        |       |       |         |                  | 45 W |     |           | 2012      |                   |                   |                   |
| 3920XM  | 4 (8)           | 2,9 GHz   |           | **                  |       |        |       |       |         |                  | 55 W |     |           | 2012      |                   |                   |                   |

### Prise en charge de la partie graphique
Le support de la partie graphique d'Ivy Bridge est déclaré stable par Intel sous Linux à partir des composants logiciels suivants :
- Linux 3.2 (qui intègre le nouveau mode de gestion d'énergie, nommé RC6, qui passe en veille profonde la partie graphique d'Ivy Bridge en cas d’inactivité). Attention toutefois, des correctifs au pilote drm/i915 (pilote noyau pour puces Intel) réglant des problèmes de plantage ont été ajoutés après la sortie du noyau 3.2.0 de sorte qu'une version plus récente est recommandée.
- Mesa 8.0.1
- Le pilote xf86-video-intel 2.17.0

Sous Linux ces puces sont compatibles OpenGL 4.2 (à partir de Mesa 17.1) et OpenGL ES 3.0 (à partir de Mesa 9.1).
OpenCL 1.1 est pris en charge sous Linux pour les cœurs HD Graphics 4000, au moyen de la bibliothèque Beignet en version 0.8 minimum.
À la date du 16 février 2016, Vulkan est pris en charge à titre expérimental.